# Tina Brown

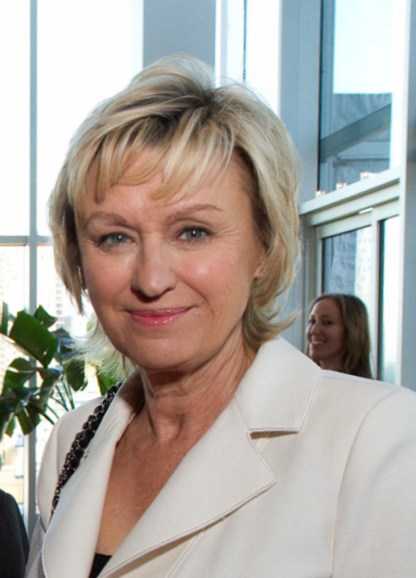
Tina Brown 2012

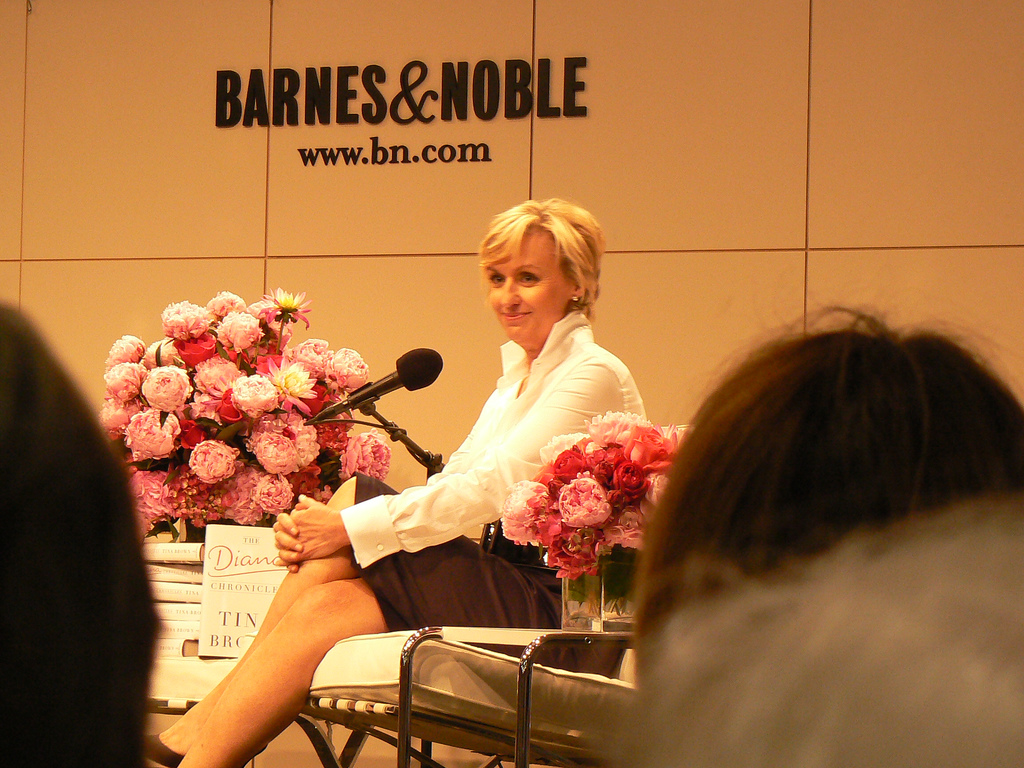
Tina Brown (2007)

Christina (Tina) Hambley Brown CBE (* 21. November 1953 in Maidenhead) ist eine britisch-amerikanische Zeitschriftenherausgeberin und Journalistin. Insbesondere ihre Leistung bei Reform und Sanierung der Zeitschrift The New Yorker hat ihr branchenweite Anerkennung eingetragen.

## Leben
Sie ist die Tochter des Filmproduzenten George H. Brown und Bettina Kohr Brown, der Presseagentin des Schauspielers Laurence Olivier. Schon während ihres Studiums an der University of Oxford schrieb sie Bühnenstücke. Für „Under the Bamboo Tree“ erhielt sie 1973 den „Sunday Times Drama Award“. Im selben Jahr wurde sie als Nachwuchsjournalistin ausgezeichnet, als sie unter anderem für die Sunday Times und für die Satirezeitschrift Punch schrieb.
1979 wurde Tina Brown zur Herausgeberin des Magazins Tatler ernannt. Innerhalb kurzer Zeit gelang es ihr, die Auflage auf 40.000 zu vervierfachen und 1983 wurde der Tatler in England zur Zeitschrift des Jahres gewählt.
S. I. Newhouse junior holte sie 1983 als Beraterin zu Vanity Fair und machte sie 1984 zur Herausgeberin. Wiederum gelang es ihr, in wenigen Jahren die Auflage zu vervielfachen, diesmal von 200.000 auf über 1 Million.
1992 akzeptierte Tina Brown das Angebot, The New Yorker zu leiten. Zu ihren maßgeblichen Entscheidungen zählte die Einstellung von Françoise Mouly, Gründungsherausgeberin von Raw, als Art Director und Visual Director. Die von Brown verantwortete Blattreform verlief nicht reibungslos, Änderungen wie die Einführung eines Inhaltsverzeichnisses und das Experimentieren mit Fotografie zusätzlich zu Grafik galten mancherorts als "Traditionsbruch". Brown gelang es, der wirtschaftlich angeschlagenen Zeitschrift eine Viertelmillion neuer Leser zuzuführen und dabei den bestehenden Leserstamm zu erhalten.
1998 verließ sie den New Yorker, um unter der Ägide der Weinstein-Brüder das Talk-Projekt zu leiten. Sie selber übernahm die Herausgabe des Talk Magazine. Das Projekt war auf dem Weg zur wirtschaftlichen Tragfähigkeit, als es durch die Folgen des Anschlages vom 11. September 2001 zunichtegemacht wurde.
Seither ist Tina Brown als Kolumnistin und Gastgeberin von Talkshows tätig. Bis 2005 moderierte sie auf CNBC ihre eigene Talkshow und verfasste Kolumnen u. a. für die „Washington Post“. In den zwei Jahren von 2005 bis 2007 recherchierte und schrieb sie an der Biografie über Diana, Princess of Wales, die der Droemer Verlag Mitte Juni 2007 auf den deutschen Markt brachte.
2008 gründete sie die Politik-, Meinungs- und Unterhaltungswebsite The Daily Beast. Im November 2010 wurde verkündet, dass The Daily Beast und Newsweek fusionieren. Als Chefredakteurin für beide Redaktionen ist Tina Brown vorgesehen, die bereits die Redaktion des The Daily Beast leitet.
Ende 2017 veröffentlichte Brown Erinnerungen an ihre Zeit als Chefredakteurin beim Prominenten-Magazin Vanity Fair mit dem Titel The Vanity Fair Diaries: 1983-1992.
Sie lebt mit ihrem Ehemann Sir Harold Evans und ihren Kindern in New York.

## Werke
- The Palace Papers – Inside the House of Windsor--the Truth and the Turmoil. Crown, New York 2022, ISBN 978-0-593-13809-0.